# Per Olesen
Per Olesen (født 21. juli 1968) er en dansk håndbolddommer, der danner makkerpar med Claus Gramm Pedersen.
Han dannede tidligere makkerpar med Lars Ejby Pedersen indtil 2012. Parret har siden 2000'erne været regnet blandt de bedste dommere i verden. Parret blev fx  udvalgt til at dømme finalen ved VM i håndbold  2009 (mænd).

## Ekstene henvisninger
- CV for Per Olesen Arkiveret 2. august 2012 hos  Wayback Machine